# Fort Salses

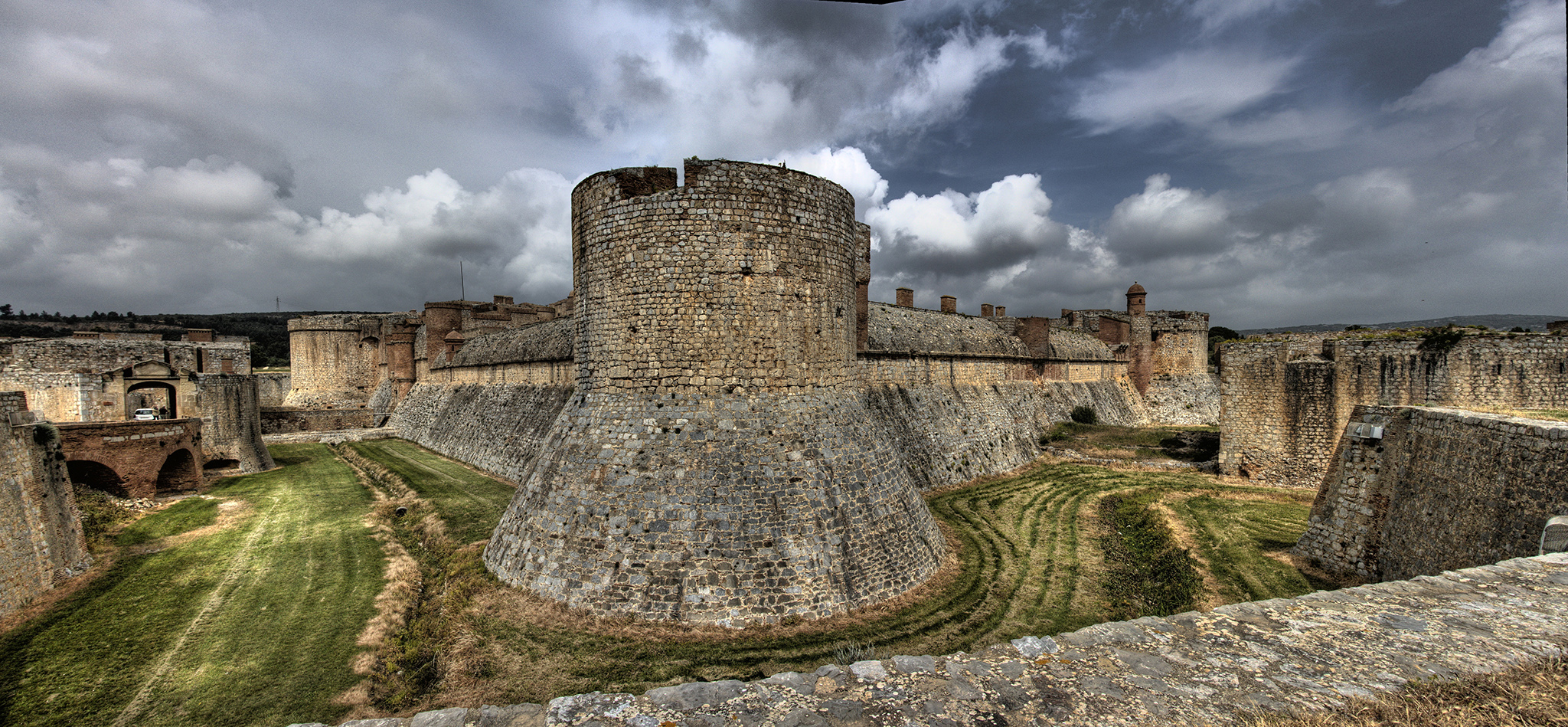
Fort Salses

Das Fort Salses, auch Festung Salses genannt, steht im Ort Salses-le-Château in der südfranzösischen Region Okzitanien. Das Fort wurde Ende des 15. Jahrhunderts im Norden des damaligen Fürstentums Katalonien an der Grenze zu Frankreich erbaut. Im Jahr 1886 wurde es vom französischen Staat zum Monument historique erklärt.

## Geschichte der Festung
Bereits seit dem Mittelalter war das Roussillon zwischen der französischen und der aragonesischen Krone umstritten. Durch den Vertrag von Corbeil (1258) wurde es dem Königreich Aragón zugeschlagen; zwischen 1276 und 1344 gehörte es vorübergehend zum Königreich Mallorca. Die Eheschließung zwischen Isabella von Kastilien und Ferdinand dem I. von Aragón im Jahr 1469 hatte das geeinte Königreich Spanien zur Folge, das von Frankreich misstrauisch beobachtet wurde.
Die Bauarbeiten der Festung wurden im Jahr 1496 von König Ferdinand von Aragón in Auftrag gegeben, nachdem die französische Armee das Dorf und die alte Burg von Salses geplündert und niedergebrannt hatten. Gebaut wurde die neue Festungsanlage in einer Rekordzeit von sieben Jahren, zwischen 1497 und 1504. Am strategisch wichtigen Einfallstor nach Katalonien gelegen, sollte die Anlage weitere Übergriffe unterbinden und als Basis für offensive Operationen dienen. Ein für die Zeit revolutionärer Festungsbau machte sie zudem überlegen gegenüber Artillerieangriffen.

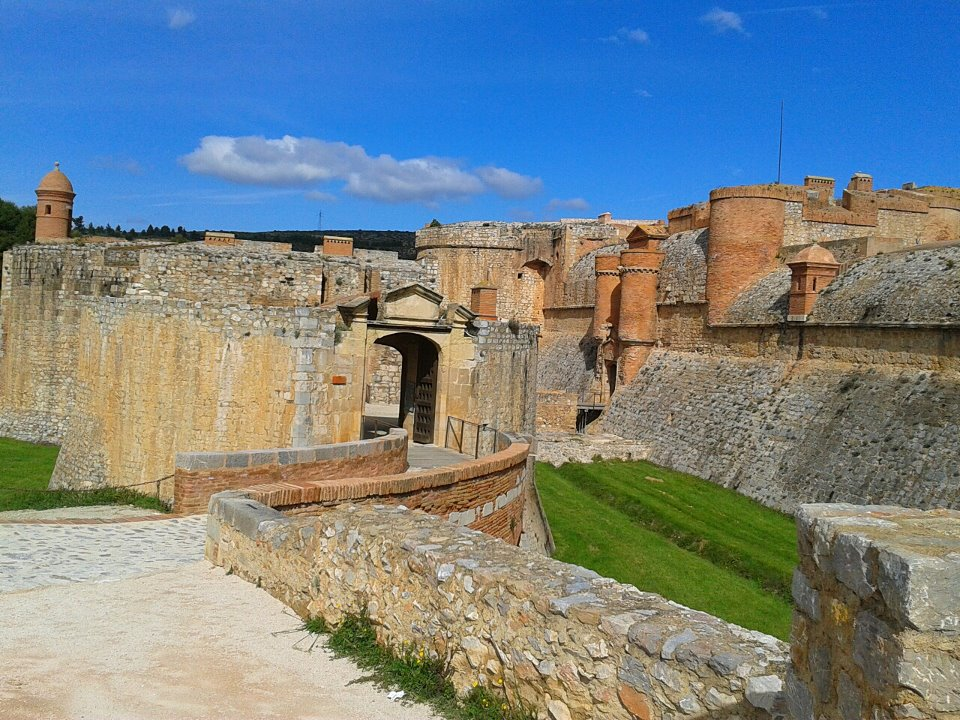
Fort de Salses

Bereits 1503 hielt die noch nicht ganz fertiggestellte Festung einer Belagerung durch die Franzosen stand. Nach dem Frieden von 1544 zwischen Kaiser Karl V. und dem französischen König Franz I. brach für die Region ein friedliches Jahrhundert an. Durch militärische Neuerungen verlor das Fort nach und nach seine in der Architektur begründete militärische Überlegenheit. Im Französisch-Spanischer Krieg wurde die Festung in drei Jahren drei Mal belagert und fiel 1642 in die Hände Frankreichs. Siebzehn Jahre später, im Jahr 1659, verlor sie durch den zwischen Frankreich und Spanien ausgehandelten Pyrenäenfrieden an strategischer Bedeutung, da durch den Friedensvertrag die Grenze zwischen den beiden Nationen auf den bis heute existierenden Verlauf festgelegt wurde und damit das komplette Roussillon an Frankreich fiel.
Als der königliche Festungsbaumeister Sébastien Le Prestre de Vauban von Ludwig XIV. den Auftrag erhielt, die Festung zu sprengen, konnte dies aufgrund ihrer massiven Bauweise nicht umgesetzt werden. So blieb sie weiter erhalten und diente im Laufe der Jahrhunderte als Beobachtungsposten, als Staatsgefängnis und im 19. Jahrhundert als Pulvermagazin.

## Strategische Lage und Bedeutung
Die Festung bewachte den Zugang zum spanischen Roussillon. Mit den Pyrenäen im Rücken und flankiert durch den Gebirgszug der Corbières im Westen kontrollierte die Festung einen wichtigen Zugangspunkt zum spanischen Hoheitsgebiet. Die Strecke war schon zu damaliger Zeit einer der wichtigsten Handelswege von Barcelona nach Mitteleuropa. Außerdem konnten von hier der Hafen von Salses und damit die Schifffahrtswege kontrolliert werden.

## Konstruktionsprinzip

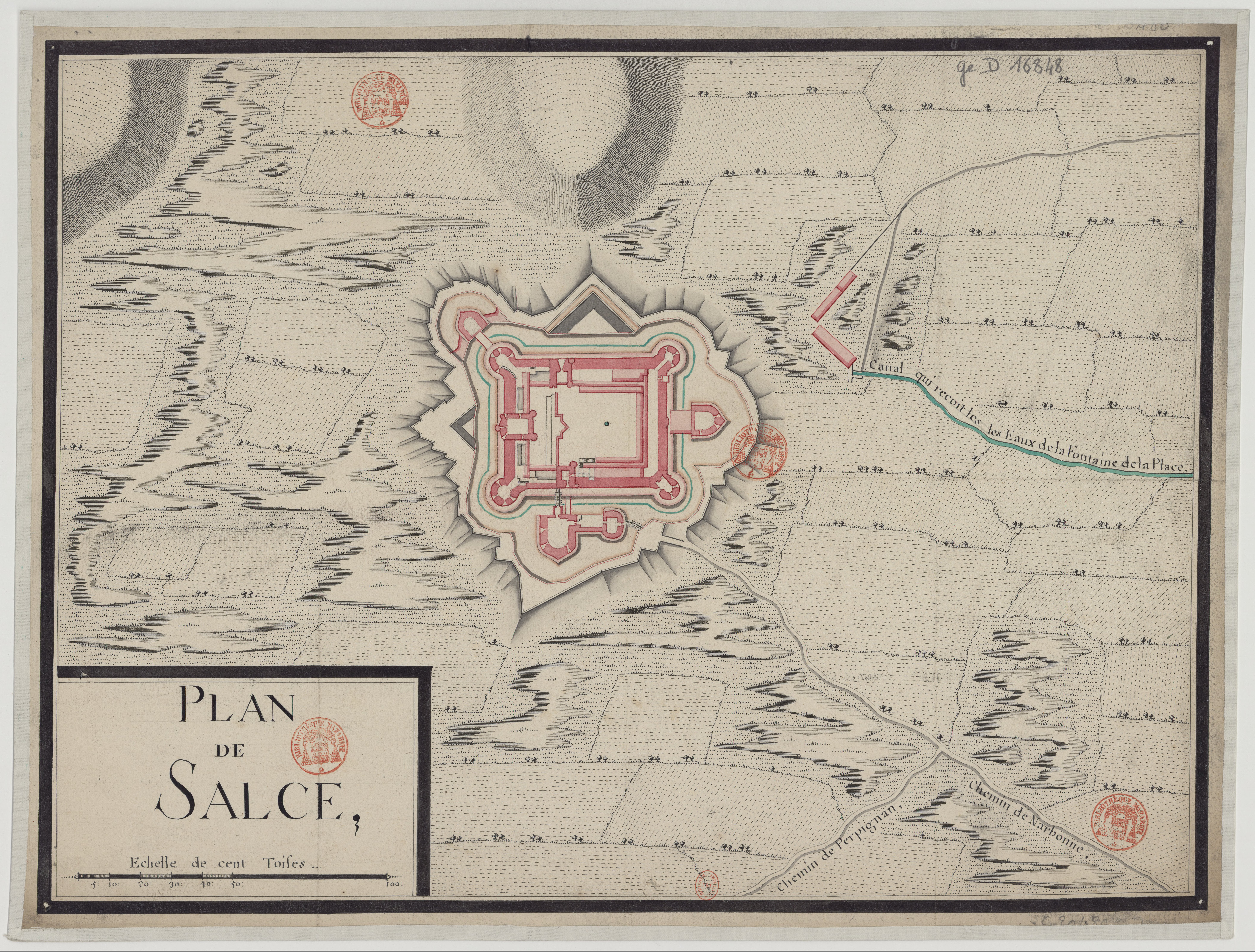
Grundrissplan des Fort de Salses (1725)

Die Besonderheit des Forts von Salses-le-Château liegt darin, dass es den Übergang von der mittelalterlichen Burg zur neuzeitlichen Festung markiert.
Mit der Verwendung von gusseisernen Geschützkugeln in der Artillerie wurde die architektonische Konzeption der mittelalterlichen Burg mit einem befestigten Hauptturm und Kurtinen zwischen Ecktürmen obsolet. Die neue Bauweise des Forts trug dieser Entwicklung mit bis zu zehn Meter dicken Mauern und einem abgesenkten Fundament Rechnung. Salses-le-Château ist einerseits eine Burg (mit dem Bergfried als letzter Zuflucht), gleichzeitig jedoch massiv in die Breite gebaut und in die Erde versenkt; gleichzeitig Burg und Festung und ein seinerzeit zukunftsweisendes Militärbauwerk. Auch das Innere der Burg mit verschachtelten Gängen und Fallen erinnert stark an weit jüngere Festungsbauten.

## Beschreibung

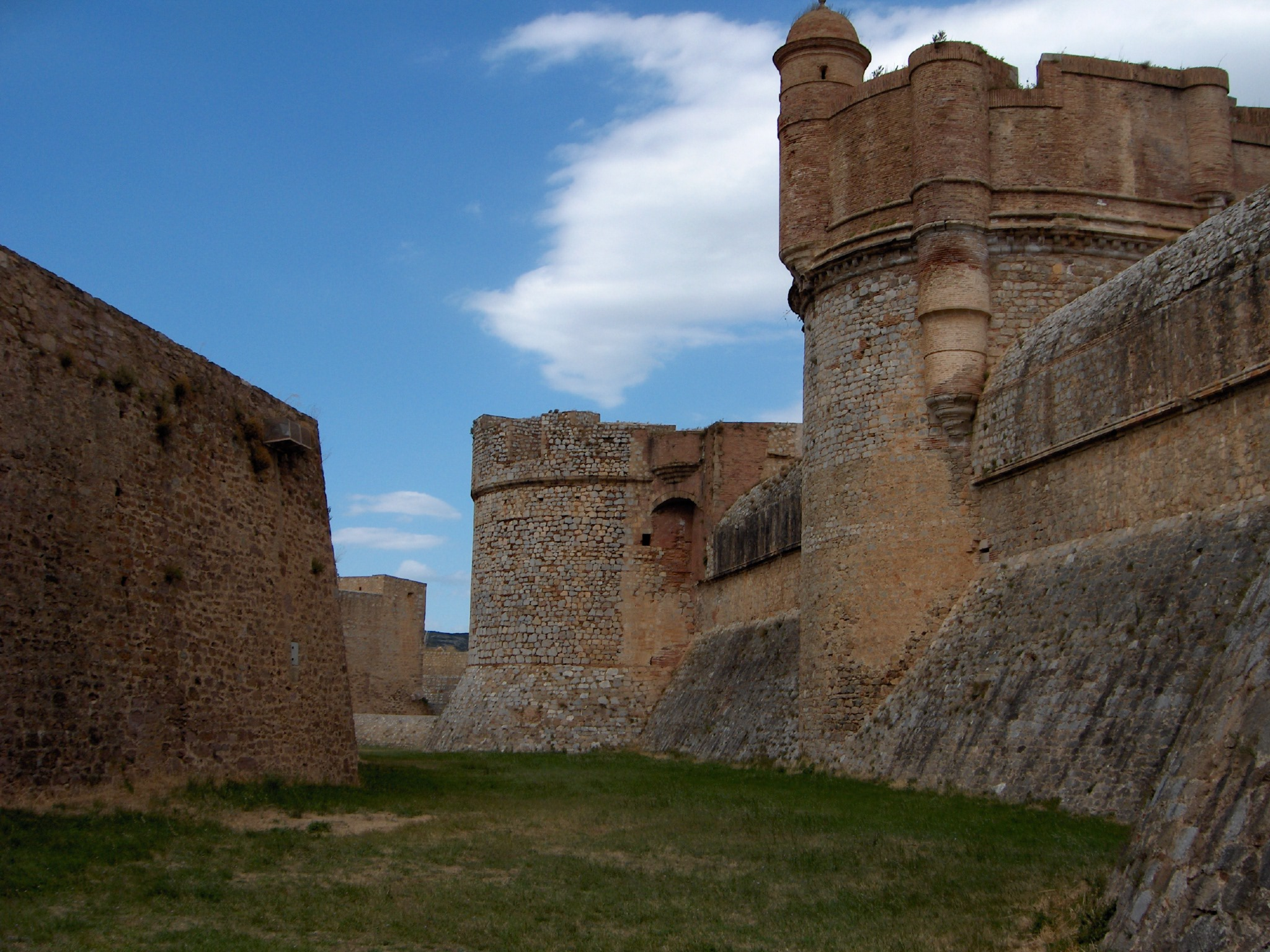
Blick in das Innere des Fort Salses

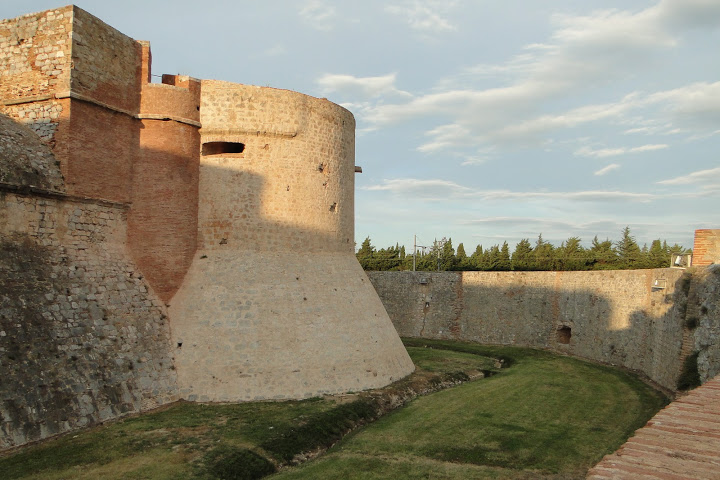
Festungsmauer

Über der Erde verfügt der Bau über drei bis sieben Ebenen, die durch ein Labyrinth von Gängen miteinander verbunden sind. Die raffiniert konzipierte Verteidigungsanlage besteht aus drei unabhängigen, von Osten nach Westen ausgerichteten Teilen: einem gemeinsamen, um einen Burghof angelegten Teil, dem Reduit mit den lebenswichtigen Funktionen der Festung und dem Hauptturm, von dem die Anlage befehligt wurde.
Der Burghof präsentiert sich in Form eines großen Rechtecks und ist einfacher angelegt. In seiner Mitte befindet sich ein Brunnen. Ihm vorgelagert sind drei Verteidigungsvorposten in der Form von Nasentürmen, die durch Caponnières mit dem Mittelteil der Anlage verbunden sind.
Besucher gelangen heute über den südlichsten Nasenturm in die Befestigungsanlage. Von diesem führt eine Brücke zu dem durch zwei zylindrische Türmchen eingefasstem Hauptportal der Festung. Schon im Durchgang zum Innenhof fällt die äußerst verwinkelte Bauweise mit zahlreichen Schießscharten und Überwachungsfenstern ins Auge. Der Hof wird auf drei Seiten von einer Säulenvorhalle eingefasst. In den angrenzenden Gebäuden befanden sich eine Gewölbekapelle, die Truppenunterkünfte und die Stallungen. Die Stärke der Garnison wird auf 1500 Mann und an die 100 Pferde geschätzt. Auf der Westseite des Innenhofes grenzt das Reduit an, das vom Burghof durch einen Graben und einen unvollendet gebliebenen Wall getrennt wird. Hier befanden sich das Pulverlager, ein Gefängnis, die Speicher für Nahrungsmittel, die Bäckerei, die Küche und ein Raum mit einem Wasserbecken, von dem aus das Quellwasser über ein System von Rinnen verteilt wurde.
Der Donjon befindet sich in der Mitte des Reduit und ist durch eine Kombination aus geschickt angelegten, mit Schießscharten abgesicherten Gängen und zwei Zugbrücken gut abgesichert worden. Er verfügt über sieben Ebenen und ist heute 20 Meter hoch. Auf seiner Spitze befand sich ursprünglich ein Wachturm, der heute zerstört ist. Sein Aussehen ist jedoch durch historische Zeichnungen überliefert.